# Leoni
Carlos Leoni Rodrigues Siqueira Júnior, mais conhecido apenas como Leoni (Rio de Janeiro, 8 de abril de 1961), é um cantor, compositor, músico e escritor brasileiro.

## Carreira

### 1981–86: Kid Abelha
Começou a tocar baixo aos 16 anos, quando formou com amigos da escola o seu primeiro grupo de rock, chamado "Chrisma".
Em 1981 iniciou como baixista e principal compositor da banda Kid Abelha, juntamente com George Israel, Paula Toller, Alessandro Gonçalves que era baixista que morava na cidade de Peixe, e mais tarde Bruno Fortunato.
Teve um relacionamento amoroso com Paula Toller, porém em 1986, depois de dois discos de ouro, houve um desentendimento entre os dois. Os integrantes do Kid Abelha e os Abóboras selvagens foram convidados para tocar em um show de Leo Jaime a música "A fórmula do Amor" (parceria de Leo Jaime e Leoni) porém se esqueceram de chamar ao palco na hora da execução da música justamente o Leoni, o que levou a banda a ter uma briga interna que levou o músico a afastar-se ainda mais da banda.

### 1986–92: Heróis da Resistência
Em 1986, Leoni fundou o Heróis da Resistência, onde era o vocalista e baixista. Com os Heróis lançou três discos, conquistou um disco de ouro e estourou os hits "Só Pro Meu Prazer" e "Double de Corpo".
Conforme o tempo ia passando, e os objetivos dos integrantes foram se divergindo, a banda se desfez em 1993.

### 1993–presente: Carreira solo
Em 1993, partiu para a carreira solo lançando a canção "Garotos II" (num estilo pop/rock), que se manteve seis meses nas paradas de sucesso em todo o país, o que já havia acontecido outras dezesseis vezes, como com "Fixação", "Só pro Meu Prazer", "Como eu Quero", "Exagerado", "Doublé de Corpo" e "A Fórmula do Amor". Ainda no mesmo ano fez sucesso com a música "Carro e Grana", que exaltava o ritmo pop reggae do momento. Teve alguns parceiros de renome como Cazuza, Herbert Vianna, Leo Jaime, Paula Toller, Roberto Frejat, Ney Matogrosso, Vinícius Cantuária, Ivan Lins, Paulinho Moska e Rodrigo Maranhão.
Em 1995, lançou o livro Letra, Música e Outras Conversas, onde entrevista e conversa com oito artistas consagrados de sua geração (Renato Russo, Herbert Vianna, Lobão, Frejat, Adriana Calcanhotto, Marina Lima, Samuel Rosa e Nando Reis) sobre o processo de criação dos compositores.
Em 2002, depois de oito anos sem lançar um álbum completo, montou o selo Batuque Elegante por onde lançou Você Sabe o que Eu Quero Dizer, um CD com canções inéditas e ritmo brasileiro. Desse álbum se destacam "Fotografia", "Temporada das Flores", "As Cartas que Eu Não Mando" e "Melhor pra Mim". Começou a fazer shows em Lonas Culturais e em alguns clubes pequenos como o Pop Rock, em Belo Horizonte. Os shows, a princípio pequenos, começaram a ganhar um público cativo. Em 2003, percebendo que nem sempre o público reconhecia suas músicas como sendo de sua autoria, resolveu gravar um CD reunindo seu repertório. Foi um projeto visando informar ao público qual foi sua contribuição para a música brasileira. O disco foi batizado de Áudio-retrato por essa razão, sendo produzido pelo maestro Eduardo Souto Neto, e tendo participações de Leo Jaime em "Lágrimas e Chuva", Dinho Ouro Preto em "Garotos II - O Outro Lado", Rodrigo Maranhão em "Falando de Amor" e Herbert Vianna na inédita "Canção pra Quando Você Voltar", feita por Leoni para o amigo após o acidente de avião. Lançado pela Som Livre, logo o CD se tornou um sucesso de vendas e impulsionou a carreira de Leoni, ampliando muito seu público e sua agenda de shows.
Em 2005, devido ao sucesso do álbum anterior, lançou o CD e DVD Ao Vivo. Tanto o CD como o DVD alcançaram vendas que lhe conferiram disco de ouro. Contam estes com as mesmas participações do Áudio-retrato, além de Herbert Vianna reinterpretando sua primeira parceria com Leoni, "Por Que Não Eu?", que foi parar na trilha sonora na novela A Lua me Disse. Ao todo foram mais de 85 mil CD's e 50 mil DVD's vendidos.
Em 2006, Leoni gravou um disco de inéditas chamado Outro Futuro, com um show de pré-estreia em Juiz de Fora, no Cine Theatro Central e um show de estreia no Rio de Janeiro, no Canecão. A faixa título, é uma parceria com Daniel Lopes, seu guitarrista e parceiro de outras composições que estão por vir. Após o lançamento seguiu para Paris junto com seis índios Ashaninka (do Acre), para registrar um documentário e um show baseado no seu disco. O DVD Outro Futuro,  foi produzido pela TV Zero de Roberto Berliner, e teve uma boa aceitação entre os fãs.
Em 2007, Leoni resolveu usar a internet para se aproximar dos seus fãs. Sua primeira ferramenta foi uma comunidade no site de relacionamentos Orkut, onde passou a fazer parte e interagir com quem ali estava. Logo após veio a vontade de transportar a sistema usado no Orkut para seu site oficial. Lá, além de divulgar seu trabalho, conseguia ter um contato maior com os fãs. Na metade de 2008, Leoni resolveu transformar seu site também em sua gravadora e distribuidora, disponibilizando para quem estivesse cadastrado em seu site uma música por mês, gratuitamente. Cada música vem com o áudio (em qualidade normal e superior), letra, cifra e um pequeno histórico de como foi composta e gravada. Até agosto de 2009 foram lançadas dez músicas, sendo uma delas composta em parceria com um fã, ganhador de um concurso proposto por Leoni. Aliás, é com concursos e promoções que o cantor movimenta o site, hoje com mais de 30 mil cadastrados. O último concurso aconteceu em parceria com a MPB FM, onde um fã, eleito pelo público, cantou junto com Leoni a canção "Um Herói que Mata", na gravação do programa Palco MPB, exibido no dia 25 de agosto de 2009.
Em 2011, fez uma participação especial no CD A Sociedade do Espetáculo, da banda O Teatro Mágico, na 15ª canção do álbum, intitulada "Nas Margens de Mim", composta em conjunto com o líder da trupe, Fernando Anitelli.
Depois da turnê  "A Noite Perfeita", acompanhado do guitarrista Gustavo Corsi, do contrabaixista italiano Andrea Spada e do baterista Lourenço Monteiro. Leoni lançou sua turnê "Como Mudar o Mundo" em 2013, acompanhado da banda Furacão de Bolso.
O show "Notícias de Mim" estreou em 2015 no Circo Voador, Rio de Janeiro, para divulgar seu trabalho homônimo, inteiramente bancado pelos fãs em um projeto de financiamento coletivo através do Catarse.
A próxima turnê foi a ‘Multiverso’. O espetáculo misturava música, poesia e projeções. Além dos formatos de shows tradicionais, com voz/violão e com banda.
Em 2020, com o isolamento por causa da Covid-19, passou a fazer frequentes lives em seu canal no Youtube. No mesmo ano, cria o coletivo sonoro Hipopótamo Alado, com os amigos Fabiano Calixto, Humberto Barros e Lourenço Monteiro.
Em 2022, saiu em turnê com a "Tour Sucessos". No mesmo ano lançou os singles “Defesa da Alegria”, canção desenvolvida a partir da tradução de Fabiano Calixto do poema Defesa de la Alegría, publicado em 1978 pelo poeta uruguaio Mario Benedetti; e “O Exercício da Preguiça”, onde critica o produtivismo capitalista.

## Discografia

### Kid Abelha
- 1983 — "Pintura Intima / Por Que Não Eu?" (Single) (12´LP)
- 1984 — Seu Espião (LP, CD, K7
- 1985 — Educação Sentimental (LP, CD, K7)

### Heróis da Resistência
- 1986 — Heróis da Resistência (LP, CD, L7)
- 1988 — Religio (K7, LP)
- 1990 — Heróis Três (LP)

### Solo
- 1993 — Leoni (CD, LP)
- 2002 — Você Sabe o Que eu Quero Dizer (CD)
- 2003 — Áudio-Retrato (CD)
- 2005 — 2+1 [Coletânea] (2CD + DVD)
- 2005 — Leoni Ao Vivo (CD, DVD)
- 2006 — Outro Futuro (CD)
- 2010 — A Noite Perfeita (Ao vivo) (CD)
- 2012 — Parcerias (EP) (CD)
- 2015 — Notícias de Mim (Digital, CD Limitado)

#### Singles
- 2010 — "Alucinadas" (Com Frejat, Herbert Vianna e Leo Jaime)
- 2011 — "Dois Sorrisos"
- 2012 — "Pra Te Deixar Viver"
- 2012 — "Nas Margens de Mim"
- 2013 — "Hôtel de Garlande"
- 2014 — "As Coisas Não Caem do Céu"
- 2014 — "Comigo Me Desavim"
- 2015 — "Amar Um Pouco Mais"
- 2015 — "Gentileza Gera Gentileza"
- 2015 — "Amor Real"
- 2016 — "A Primeira do Show"
- 2017 — "Melhor Pra Mim – Acústico"
- 2018 — "A Fórmula do Amor II" (Com Leo Jaime)
- 2018 — "Man In A Shed"
- 2018 — "Uniformes" (Com Leo Jaime)
- 2020 — "Inexato"
- 2021 — "Razão Pra Te Amar"
- 2021 — "Sete De Setembro"
- 2021 — "Os Outros" (Com Maranda)
- 2022 — "Menina, Amanhã de Manhã" (Com André Abujmara, Antônio Leoni e Marisa Brito)
- 2022 — "O Exercicio Da Preguiça" (Com Outro Futuro)
- 2022 — "Alegria É A Prova Dos 9" (Com Outro Futuro)
- 2022 — "Alegria É A Prova Dos Nove" (Com Rodrigo Maranhão)

### Coletâneas
- 1982 — Rock Voador
- 1996 — Eles Cantam Rita Lee
- 1999 — Tributo a Cazuza
- 1999 — Memê e Eles
- 2002 — Super Fantástico
- 2005 — Anos 80: Multishow ao Vivo
- 2005 — Teletema Nacional - Vol.2
- 2009 — A Tribute To The Beatles'69, Vol.1 – Get Back
- 2020 — Coletânea Outra Frequência – Acústico

## Livros
- Letra, Música e Outras Conversas
- Manual de Sobrevivência no Mundo Digital
- A Margarida mostrando os dentes
- Baião de 2 (com Mauro Santa-Cecília)